# 劉文學烈士墓及塑像
劉文學烈士墓及塑像位於重慶市合川區雲門鎮雙江村英雄堡，含劉文學犧牲處、雙江小學、舊居，文物遺址年代為1960年，2009年12月15日列為第二批重慶市文物保護單位。